# Paraxerus cooperi
Paraxerus cooperi es una especie de roedor de la familia Sciuridae.

## Distribución geográfica
Se encuentran en Camerún y Nigeria. 

## Hábitat
Su hábitat natural son: tierras de baja altitud subtropicales o tropicales bosques húmedos.